# Quenoche
Quenoche é uma comuna francesa na região administrativa de Borgonha-Franco-Condado, no departamento de Alto Sona. Estende-se por uma área de 9,71 km². Em 2010 a comuna tinha 252 habitantes (densidade: 26 hab./km²).